# Joaquim Marinho de Queirós
Joaquim Marinho de Queirós, primeiro e único barão com grandeza de Monte Belo (Araruama, 13 de junho de 1800 — 15 de julho de 1888) foi um fazendeiro, político e barão brasileiro.

## Biografia
Nascido na Fazenda Parati, filho homônimo de Joaquim Marinho de Queirós, capitão-mór de Cabo Frio e D. Quitéria Joaquinha da Conceição. Foi proprietário da Fazenda Monte Belo, oriunda da fazenda natal, onde manteve escravatura.
Em 1859 influiu na emancipação da cidade natal, onde coordenou a campanha para a construção da igreja, sendo ali também presidente da câmara municipal.
Nomeado Barão de Monte Belo em decreto de dezembro de 1867, título modificado para Barão com grandeza em decreto de 21 de dezembro de 1871.
Seu palacete hoje abriga a Casa de Caridade de Araruama, tendo ali hospedado a Princesa Isabel e seu consorte, Conde D'Eu, em 1868.